# شذوذ النيوترينوات الأسرع من الضوء

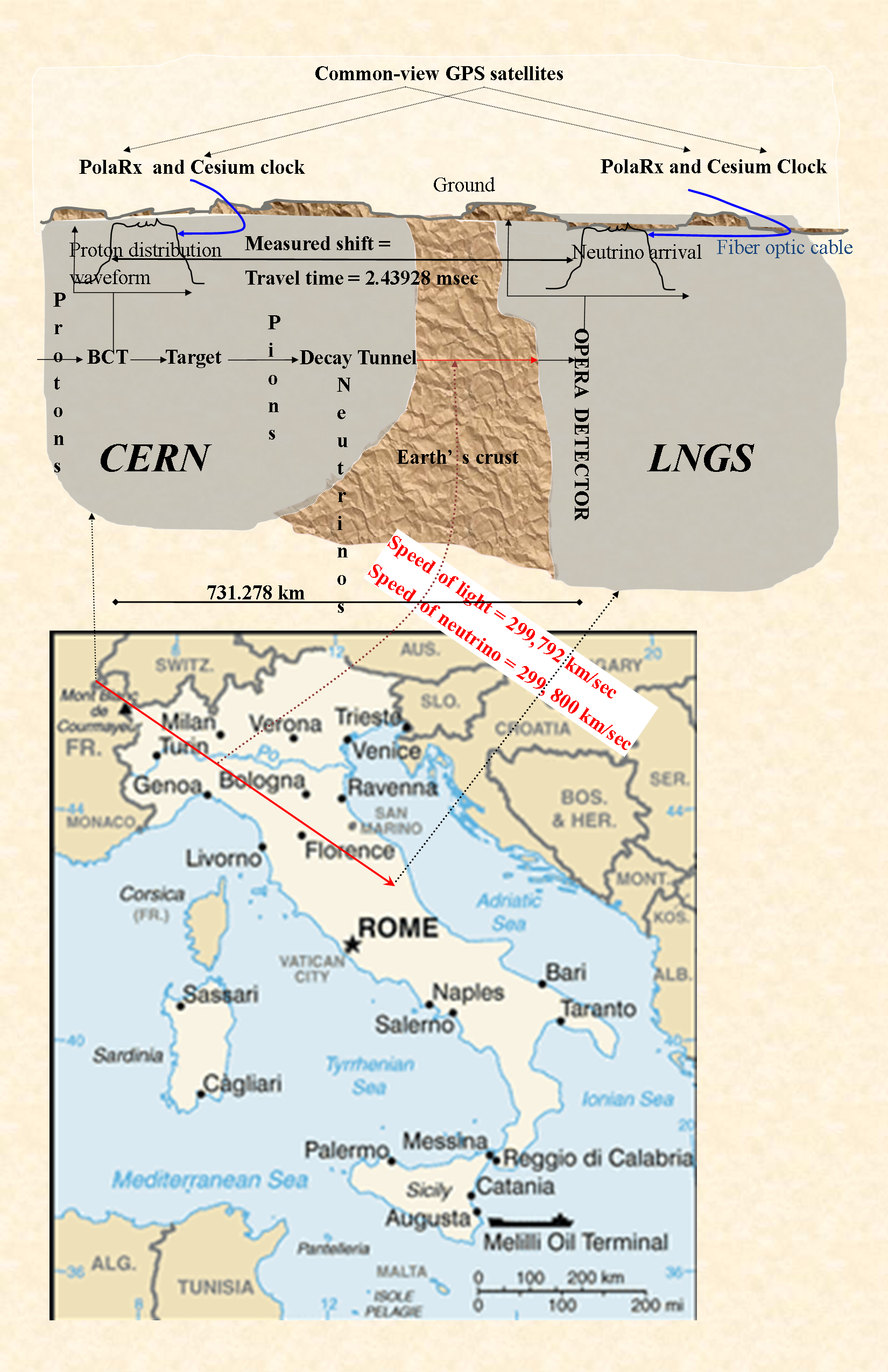
الشكل 1: ما ظهر في تجربة أوبيرا. أقصى اليسار هو شعاع البروتون من مسرع سيرن SPS. يمر الشعاع عبر محول تيار الشعاع (BCT)، ويصطدم بالهدف، مكونًا أولًا البيونات، ثم النيوترينوات في مكان ما في نفق الاضمحلال. الخطوط الحمراء هي شعاع نيوترينوات سيرن إلى غران ساسو (CNGS) المتجه إلى مختبر LNGS حيث يوجد كاشف أوبيرا. تم توقيت شعاع البروتون في BCT. يمثل الشكل الموجي الأيسر التوزيع المقاس للبروتونات، والشكل الموجي الأيمن لنيوترينوات أوبيرا المكتشفة. يمثل الإزاحة زمن انتقال النيوترينو. تبلغ المسافة المقطوعة حوالي 731 كم. في الأعلى توجد أقمار GPS الصناعية التي توفر ساعة مشتركة لكلا الموقعين، مما يجعل مقارنة الوقت ممكنة. جهاز استقبال GPS PolaRx هو الوحيد فوق الأرض، وكابلات الألياف تنقل الوقت تحت الأرض.

في عام 2011، رصدت تجربة أوبيرا على نحو خاطئ نيوترينوات تسافر بسرعة أعلى من سرعة الضوء. حتى قبل اكتشاف الخطأ، اعتُبرت النتيجة غير سوية لأن السرعات الأعلى من الضوء في الفراغ تنتهك بشكل عام نظرية النسبية الخاصة، التي تُعتبر من أساسيات الفيزياء الحديثة منذ أكثر من قرن.
أعلن علماء أوبيرا عن نتائج التجربة في سبتمبر 2011 بهدف القيام بالمزيد من القياسات والنقاش حول نتائج التجربة. لاحقًا، أعلن الفريق عن اكتشاف عيبين في معداتهم ما تسبب في حدوث أخطاء في القياسات تجاوزت مجال الثقة الأصلي بدرجة كبيرة: تبين أن هناك كابل ألياف ضوئية متصل بشكل خاطئ، ما تسبب في قياسات السرعة الأعلى من سرعة الضوء. بالإضافة إلى ذلك، اكتُشف مذبذب ساعة يدق بسرعة كبيرة. تم تأكيد الأخطاء لأول مرة بواسطة علماء أوبيرا بعد نشر تقرير في مجلة ساينس إنسايدر. بعد الأخذ بهذين الخطأين بعين الاعتبار، أُلغِيت النتائج الخاطئة.
في مارس 2012، أظهرت نتائج تجربة إيكاروس أن سرعات النيوترينوات متسقة مع سرعة الضوء في نفس الحزمة ذات النبضة القصيرة التي قاستها تجربة أوبيرا في نوفمبر 2011. استخدمت تجربة إيكاروس نظام توقيت مختلف جزئيًا عن نظام أوبيرا وقاست سبع نيوترينوات مختلفة. بالإضافة إلى ذلك، قامت تجارب غران ساسو، بوريكسينو وإيكاروس وإل في دي وأوبيرا، بقياس سرعة النيوترينوات بشعاع ذي نبضة قصيرة في مايو، وتبين أنها متسقة مع سرعة الضوء.
في 8 يونيو 2012، أعلن سيرجيو بيرتولوتشي، مدير الأبحاث في سيرن، نيابةً عن فرق غران ساسو الأربعة، بما في ذلك فريق أوبيرا، أن سرعة النيوترينوات متسقة مع سرعة الضوء. صرح البيان الصحفي، من المؤتمر الدولي الخامس والعشرين لفيزياء النيوترينو والفيزياء الفلكية في كيوتو، أن نتائج أوبيرا الأصلية كانت خاطئة، بسبب وجود أعطال في معدات القياس.
في 12 يوليو 2012، قامت تجربة أوبيرا بتحديث بحثها الأصلي لإضافة المصادر الجديدة للأخطاء في حساباتها. ووجدوا أن سرعة النيوترينوات متسقة مع سرعة الضوء.
من المتوقع أن تكون سرعات النيوترينوات «متسقة» مع سرعة الضوء نظرًا للدقة المحدودة للتجارب الحالية. تتمتع النيوترينوات بكتلة صغيرة ولكنها ليست معدومة، وتتنبأ النسبية الخاصة أنها يجب أن تتحرك بسرعات أبطأ من سرعة الضوء. مع ذلك، تتمتع عمليات إنتاج النيوترينوات بطاقات أعلى بكثير من مقياس كتلة النيوترينوات، بالتالي تمتاز جميع النيوترينوات تقريبًا بطبيعة نسبية فائقة، أي أنها تتحرك بسرعات قريبة جدًا من سرعة الضوء.